# 1986 en Alberta
Chronologie de l'Alberta
- 1982
- 1983
- 1984
- 1985
- 1986
- 1987
- 1988
- 1989
- 1990

Cette page concerne des événements qui se sont produits durant l'année 1986 dans la province canadienne de l'Alberta.

## Politique
- Premier ministre :  Donald Getty du parti Progressiste-conservateur
- Chef de l'Opposition :
- Lieutenant-gouverneur :  Helen Hunley.
- Législature :

## Événements
- 8 février : à Hinton, un énorme train de marchandises entre en collision frontale avec le train continental de Via rail et cause la mort de 23 personnes. L'accident est dû au fait que les membres d'équipage dans la locomotive de tête du CN dormaient et que le chef de train dans le wagon de queue n'a pas actionné le frein d'urgence quand ils ont dépassé la voie d'évitement.

## Naissances
- Graham Sucha (né en 1986 à Calgary), homme politique canadien, il est élu à l'Assemblée législative de l'Alberta lors de l'élection provinciale de 2015. Il représente la circonscription de Calgary-Shaw en tant que membre du Nouveau Parti démocratique de l'Alberta.

### Janvier
- 5 janvier : Scott Lehman (né à Fort McMurray), joueur professionnel de hockey sur glace.

### Février
- 19 février : Kyle Chipchura, joueur de hockey sur glace.
- 25 février : Jeff Schultz (né à Calgary), joueur professionnel canadien de hockey sur glace[1],[2]. Il joue au poste de défenseur. Il est le frère de Ian Schultz.

### Avril
- 4 avril : Kyle Landry, né à Calgary, joueur canadien de basket-ball. Il joue au poste d'ailier.
- 22 avril : Justin Pogge (né à Fort McMurray), gardien de but canadien de hockey sur glace professionnel.
- 23 avril : Chaim Schalk, né à Red Deer, joueur de beach-volley canadien[3]. Il participe aux Jeux olympiques d'été de 2016 avec Ben Saxton.

### Mai
- 13 mai : Kristopher Royce Versteeg, dit Kris Versteeg, (né à Lethbridge), joueur professionnel canadien de hockey sur glace[4]. Il joue au poste d'ailier[5].

### Juin
- 5 juin : Selenia Iacchelli, née à Edmonton, joueuse canadienne de soccer (football) qui joue au poste de milieu de terrain. Elle joue pour l'équipe du Canada de soccer féminin, et n'est actuellement attachée à aucun club.
- 10 juin : Chad Johnson (né à Calgary), joueur professionnel canadien de hockey sur glace. Il joue au poste de gardien de but.
- 17 juin : Mike Riddle, né à Edmonton, skieur acrobatique canadien spécialisé dans les épreuves de half-pipe. En 2011, il est médaillé d'or aux Mondiaux de Park City et a gagné trois fois en Coupe du monde.
- 20 juin : Mat Robinson (né à Calgary), joueur professionnel canadien de hockey sur glace. Il joue au poste de défenseur[6].

### Juillet
- 10 juillet : Julie Hlavacek-Larrondo (née à Calgary), astrophysicienne canadienne et professeure à l'Université de Montréal.
- 18 juillet : Travis Milne, né à Lac La Biche , acteur canadien. Il est principalement connu pour avoir tenu le rôle de Chris Diaz dans la série télévisée Rookie Blue.
- 19 juillet : Yuvraj Dhesi, né à Calgary , catcheur (lutteur professionnel) canadien d'origine indienne. Il travaille actuellement à la World Wrestling Entertainment, dans la division Raw, sous le nom de Jinder Mahal.

### Août
- 4 août : Jebb Sinclair, né à Red Deer, joueur de rugby à XV canadien. Il joue en équipe du Canada et joue au poste de troisième ligne aile, ou de deuxième ligne.
- 6 août : Shannon Szabados (née à Edmonton), joueuse canadienne de hockey sur glace qui évolue dans la ligue élite féminine en tant que gardienne de but.
- 12 août : Robert Kinkhammer (né à Lethbridge), joueur professionnel canadien de hockey sur glace qui joue au poste d'ailier gauche[7].
- 31 août : Riza Santos, née à Calgary, animatrice de télévision et actrice philippino-canadienne.

### Septembre
- 11 septembre : Ben Scrivens (né à Spruce Grove), gardien de but professionnel canadien de hockey sur glace[8].

### Octobre
- 10 octobre : Stephanie Lynn Marie Labbé (née à Edmonton), joueuse canadienne de football qui joue au poste de gardien de but. Elle fait partie de l'équipe du Canada de football féminin et du Courage de la Caroline du Nord.
- 16 octobre : Brady Leman, né à Calgary, skieur acrobatique canadien spécialisé dans les épreuves de skicross.
- 22 octobre : Kara Lang, née à Calgary, joueuse internationale de soccer canadienne.
- 28 octobre : Matt Kassian (né à Edmonton), joueur professionnel de hockey sur glace qui joue au poste d'ailier gauche.

### Novembre
- 16 novembre : Wacey Rabbit (né à Lethbridge), joueur professionnel canadien de hockey sur glace.
- 27 novembre : Laura Brown, née à Calgary, coureuse cycliste canadienne. Spécialiste de la poursuite sur piste, elle est médaillée de bronze de la poursuite par équipes aux championnats du monde de 2013.